# Parmotrema cryptoxanthoides
Parmotrema cryptoxanthoides är en lavart som först beskrevs av Kurok., och fick sitt nu gällande namn av Hale ex DePriest & B.W. Hale. Parmotrema cryptoxanthoides ingår i släktet Parmotrema och familjen Parmeliaceae.   Inga underarter finns listade i Catalogue of Life.